# Alex da Silva (ur. 1981)
Alessandro "Alex" da Silva (ur. 27 grudnia, 1981 w Catanduva) – brazylijski piłkarz grający na pozycji pomocnika. Po pięciu latach występów w Europie wrócił do Brazylii.
Karierę zaczynał w słynnym CR Vasco da Gama. W pierwszej drużynie rozegrał zaledwie 8 spotkań, dlatego postanowił odejść do innego klubu. Wybrał ofertę Paraná Clube, w którym jednak rozegrał mniej meczów niż w Vasco. W 2005 roku dostał ofertę z europejskiego klubu – Randers FC, którą przyjął, podpisując latem 3-letni kontrakt. W 2008 roku przeszedł do Viborg FF.